# Predinasztikus kor

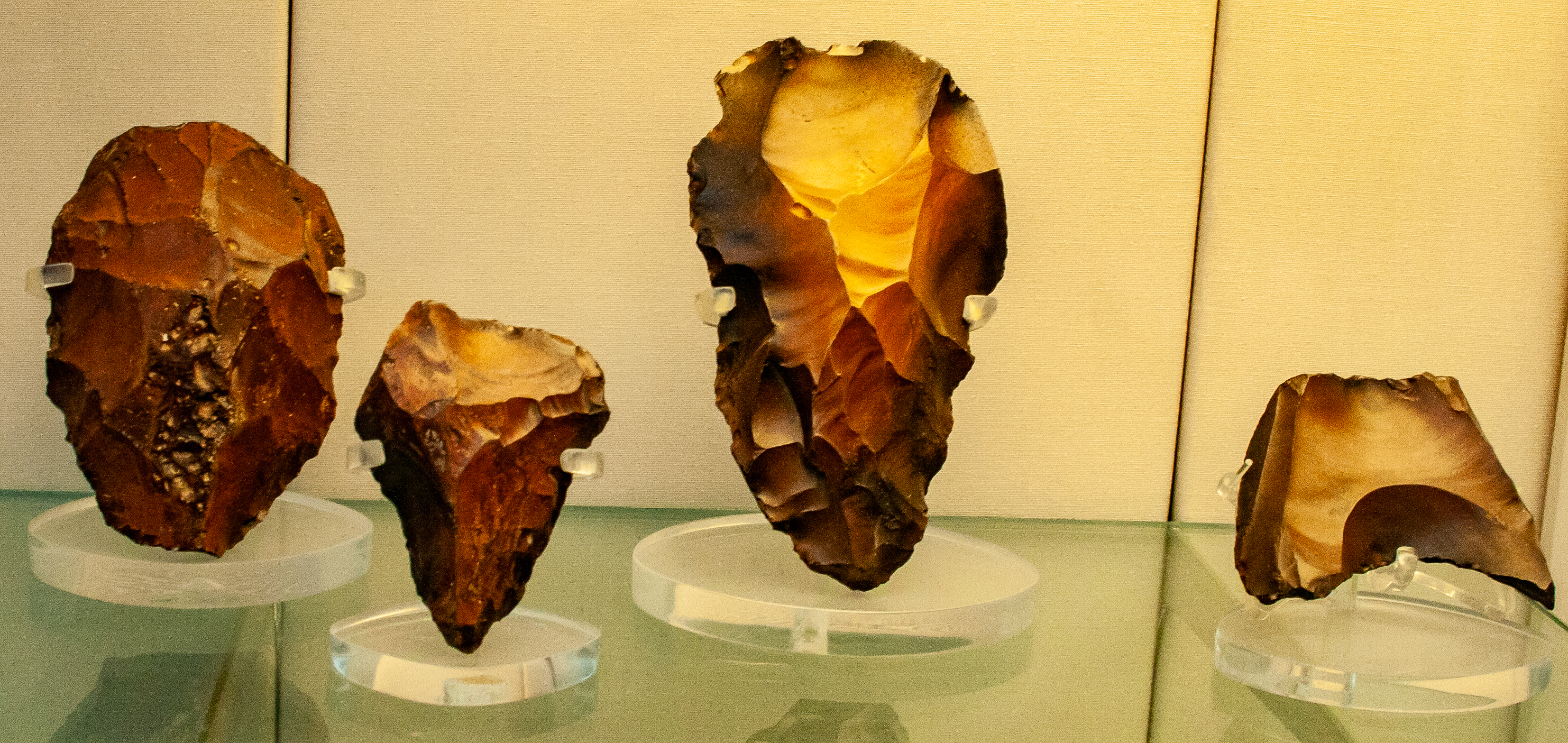
Őskőkori, mintegy éves kovaeszközök Théba területéről

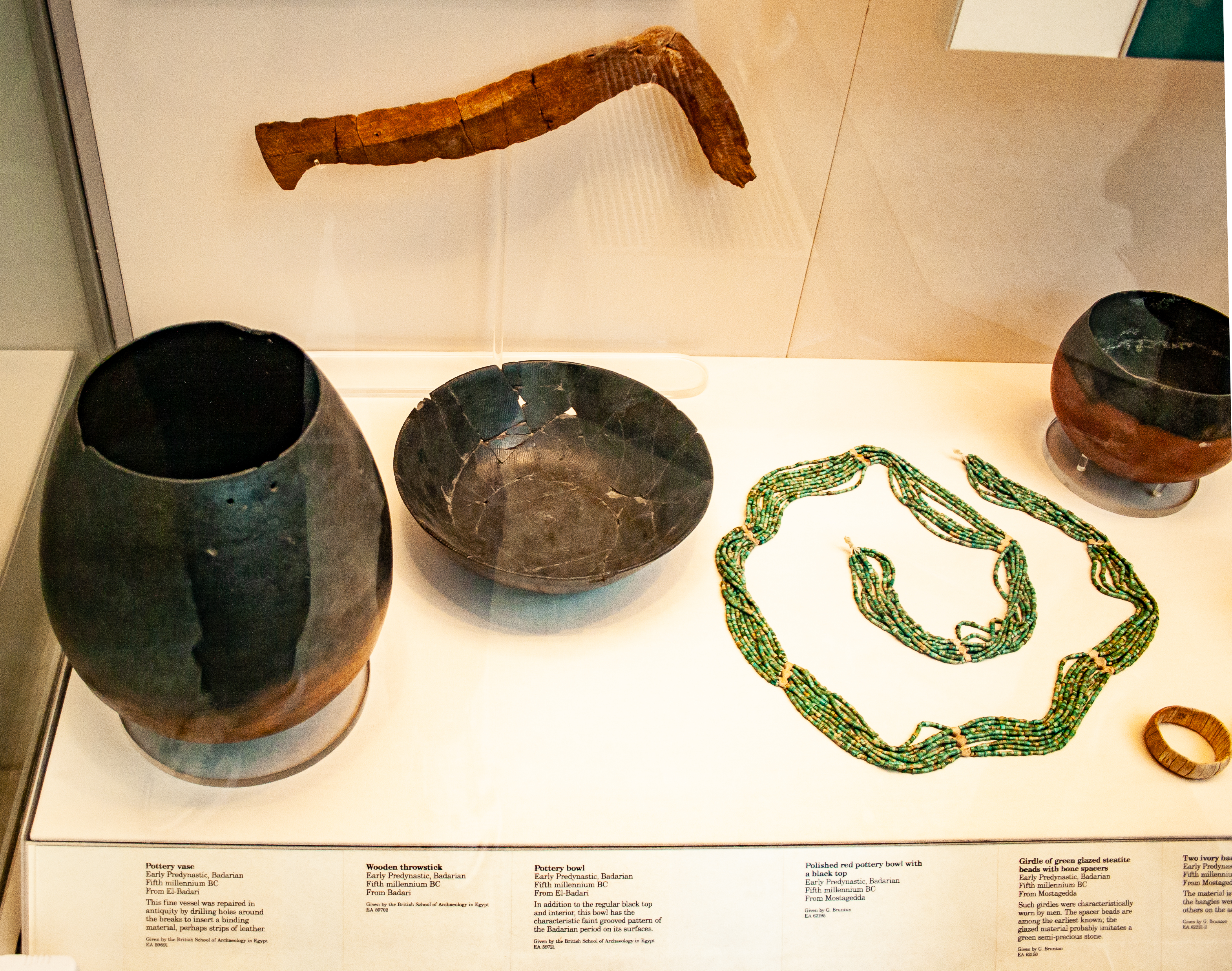
Leletek a korai predinasztikus korból; i. e. 5. évezred, Felső-Egyiptom, Badari-kultúra

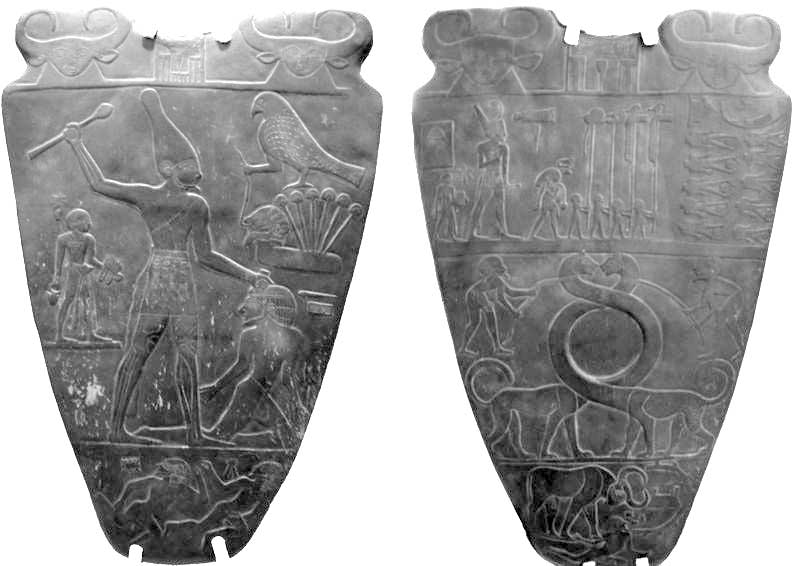
Narmer palettája

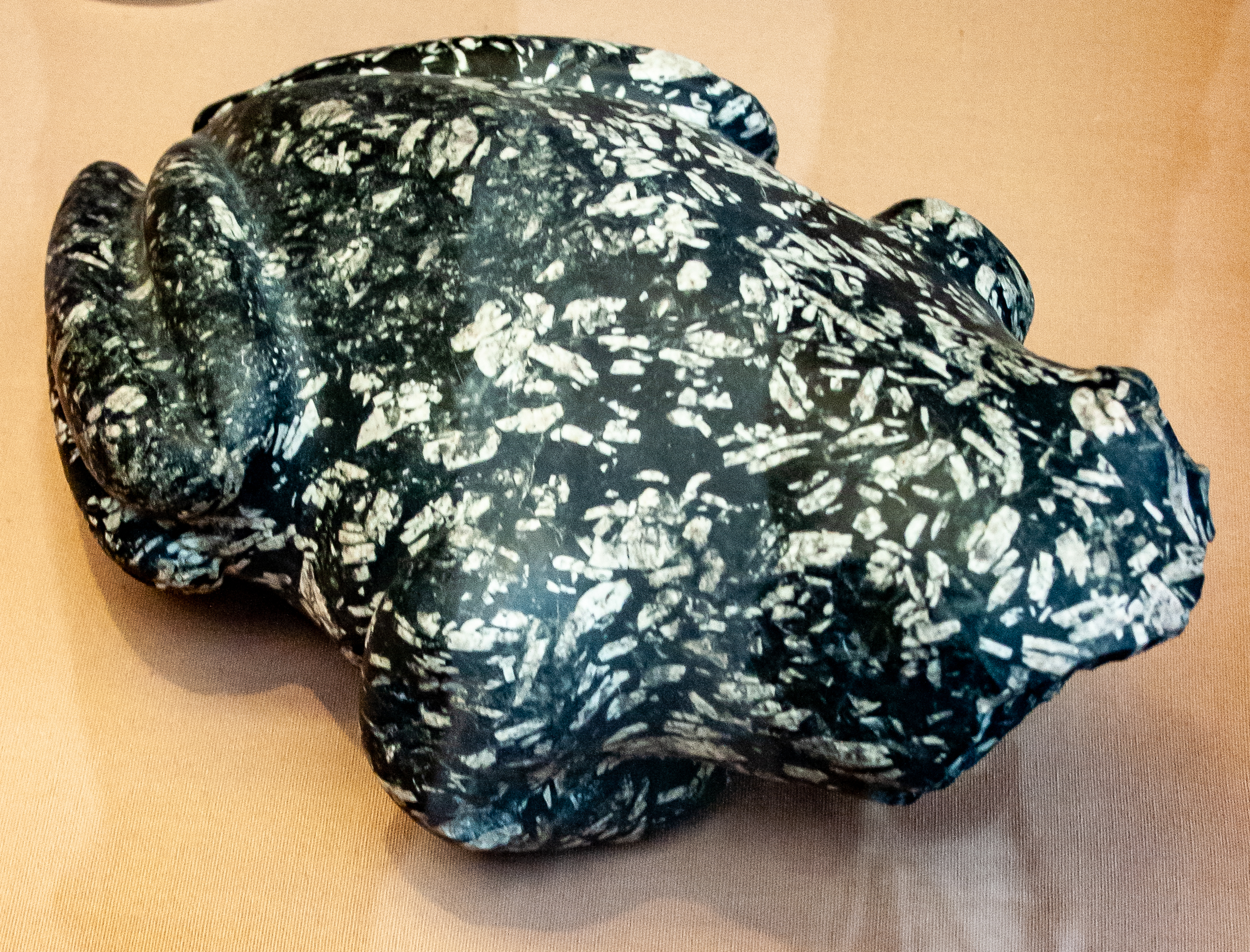
Béka szobra, andezit porfir, késői predinasztikus kor – korai I. dinasztia

A predinasztikus kor Egyiptom történelmében a dinasztiák korát megelőző időszak. Széles értelemben véve az egyiptomi őskőkorszak is ide tartozik, de általában csak az újkőkorszak végétől számítják ezt az időszakot.

## Az újkőkor
A Würm-glaciális (kb. i. e. 10 000-ig) után elsősorban klimatikus változások nyomán kialakultak a csiszoltkő-korszak legkorábbi szakaszában a Nílus völgyében a helyhez kötött, élelmiszer-termelő kultúrák. I. e. 5000 körül kezdődött Egyiptomban a mintegy ezer évig tartó újkőkor, amelyről a nyugati deltavidék szélén Merimde, Heluán, Tasza és Fajjúm; Felső-Egyiptomban pedig a Deir Dasza és Tarifi elnevezésű régészeti kultúra tanúskodik. Akkoriban kezdődött az állatok (különösen a juhok, kecskék, marhák és sertések) háziasítása, a gabona és köles vadon termő fajtáinak termesztése; az állattenyésztés és a földművelés fokozatosan kiszorította a vadászatot és a gyűjtögetést. A merimdei leletből, a sövényfalú, feltehetőleg gyékénnyel vagy nádkötegekkel fedett kunyhók elhelyezkedéséből, a gabonatárolókból már közösségi létre lehet következtetni. Külön temető, a későbbi egyiptomi életből oly sokat eláruló sírkamra még nem volt, a halottakat a házak közelében zsugorított testhelyzetben, felhúzott lábakkal temették el a homoksírba, néhány gabonaszemet helyezve melléjük.

## A kőrézkor
A kb. 4000-től 3000-ig tartó chalkolitikum (kőrézkor) egyik bizonyítéka a felső-egyiptomi Badari-kultúra (i. e. 4000), itt bukkantak fel a Nílus-völgyben az első rézeszközök. A réz megjelenése lényeges változást hozott, akkor is, ha a használati tárgyak továbbra is elsősorban kőből és agyagból készültek. A nád-, vagy agyagkunyhókban már faágyakban, derékaljon, bőrpárnákon aludtak, a halottakat külön temetőben földelték el olyan kör alakú sírokban, amilyenek a kunyhók voltak, most is embriótartáshoz hasonlóan, összezsugorított alakban, de már nyakláncokkal és karkötőkkel ékesítve, melléjük helyezték agyagkorsókban az isteneknek szóló áldozatot. A lelet leggazdagabb sírjában elefántcsontból faragott tárgyakat találtak, apró kenőcstartó edényeket, állatfejben végződő nyeles kanalakat, durván faragott, vagy agyagból égetett szobrocskákat alaktalan végtagokkal, kimeredt szemmel. A fegyverleletek kovahegyű nyílvesszők és hajítófák.

### Nagada-kultúra
A Nagada-kultúra felső-egyiptomi régészeti tipológia, a dinasztikus korokat megelőző dél-egyiptomi eszköztárak gyűjtőneve. Alapvetően a késői újkőkorszak és a kőrézkor határa, egyben az ókori Egyiptom történetiségének kezdete, mivel az első írásos emlékek is ebből a korból származnak. A Nagada kultúra három jól elkülöníthető szakaszra oszlik, a Nagada I, Nagada II és Nagada III periódusokra. Ezek közül az első a korai predinasztikus korszak, a második kettő a protodinasztikus korszak.
A Nagada II kultúrát egyes szerzők a „00. dinasztia” jelzővel illetik, elkülönítve a 0. dinasztia korától. A kettő között az a különbség, hogy a leletek alapján már a 00. dinasztia korában is voltak államok Egyiptom déli részén, de uralkodóik, vagy a királyok sírjai nem ismertek. Írásos emlékek hiányában ezek valószínűleg ismeretlenek is maradnak. A 0. dinasztia korszaka már történetinek minősül, mivel megjelenik az írás. Ezek a feliratok nehezen értelmezhetők, nagyon sok a bizonytalan pont bennük, de legalább sejtéseink lehetnek a korszak uralkodóiról, akiknek sírját fel is tárták Umm el-Kaábban.
A 00. dinasztia korszaka a Nehen, Abdzsu és Nagada egyesítését megelőző kor. Az U-j jelű sír tulajdonosát, I. Skorpió királyt néha ide, néha a 0. dinasztiába sorolják.

## Protodinasztikus kor
Mivel Egyiptomnak egyetlen folyója van, a Nílus, amely a talaj termékenységét áradásai révén biztosítja, ezért a kis faluközösségekben élő parasztok számára létfontosságú kérdést jelentett a Nílus áradása folytán keletkezett megfelelő vízmennyiség. A „magas Nílus” áldásnak számított. A folyam vízállását már igen korán rendszeresen mérték, és az évi vízmennyiség szabta meg az adókat (A mérőeszköz a nilométer volt.) A víztömeg szabályozása tehát élet vagy halál kérdésévé emelkedett, a feladat a társadalmi erők összefogására kényszerítette a lakosságot, következésképpen még inkább helyhez kötve a földművelőket. Amíg Felső-Egyiptom lakói többnyire keleti hamita állattenyésztők voltak, Alsó-Egyiptomot továbbra is nyugati hamita-berber parasztok lakták. A IV. évezred végén kelet felől semita törzsek vándoroltak be a Deltavidékre, majd lassan beolvadtak a régebbi lakosságba.
A IV. évezredben Észak- és Dél-Egyiptom törzseiből kisebb politikai-hatalmi központok – Nagada, Nehen (Hierakónpolisz) és Tini (Thinisz vagy Thisz) – jöttek létre, amelyek harcoltak egymás ellen, míg végül megszületett az egységes felső-egyiptomi királyság, amelynek Hierakónpolisz (egyiptomi nyelven Nehen) lett a székhelye. Királyai észak felé terjeszkedtek, Nagadát is a birodalomhoz csatolták, majd Thinisz és Abüdosz környékére helyezték át rezidenciájukat. Innen irányították a további hódító hadjáratokat egyrészt a Deltában, másrészt délen egészen az első kataraktáig. A déli királyság, amelynek jelképes ura Hór isten volt, valamint az északi, Széth királysága többször állhatott egymással harcban. Északon Pe, a később Dep várossal összeolvadva Buto néven ismert település volt a központ. E városnak Uadzset (vagy Vádzset, Jaret, Ureusz) kobraistennő volt a főistene.
Hogy miképpen került a hatalom Nehenből Tini (Thisz) városába, nem tudni, de alapvetően két verzió lehetséges. Az első szerint a Nehenben székelő királyok az ősi kultúrközpont, Nagada közelébe tették át székhelyüket, miután megfelelően pacifikálták a tartományt. Így egyben bázishoz jutottak az alsó-egyiptomi hadjáratokhoz. Még északabbra talán nem mertek költözni, s jelenlétüket csak Ineb-Hedzs (a későbbi Memphisz) alapításával erősítették. E feltevés azt is megmagyarázza, miképp maradhatott Nehbet istennő Felső-Egyiptom védnöke akkor, amikor Ré és Hór tisztelete vált általánossá. Hór (Hórusz) isten szinte azonosnak tekinthető Nehem várossal, a királyi titulatúrát pedig a III. dinasztiáig nem érintette a Ré-kultusz. Ezenkívül a székhely politikai megfontolásból történő áttelepítésére Egyiptom későbbi történetében is találunk példát - mintegy kétszáz évvel később a felső-egyiptomi uralkodóház Ineb-Hedzs (később Memphisz) városba, messze északra tette székhelyét, a meghódított tartományba.
A másik lehetséges változat az, hogy a Nagada-II. államának uralkodóházában Nehen fennhatósága alatt is élt az elszakadás vágya, melyet végre is hajtottak, majd magát Nehent is bekebelezték. Ez az eseménysor azonban nehezen illeszthető be a nagyobb léptékű folyamatokba, úgymint a kultúra elemeinek megfigyelhető terjedése, valamint a stratégiai és gazdasági tényezők.
A hagyomány Narmer királynak tulajdonítja az érdemet, hogy egyesítette a Két Földet. Narmer neve a hierakónpoliszi Hórusz-templomban talált híres palettákon jelenik meg először. Narmer király palettája az Egyiptomi Múzeumban található – melynek egyik oldalán a király Felső-Egyiptom, a másikon Alsó-Egyiptom koronáját viseli. Ez a bizonyítéka annak, hogy Narmer már meghódította Északot. Az új állam mindkét ország jelképét felvette, egyesítette a kétféle koronát, és a fáraó védőisteneinek nyilvánította a kígyót és a keselyűt. Narmert Felső-Egyiptomban, az abüdoszi királyi nekropoliszban temették el. Narmer és az őt követő uralkodók alkotják a „nulladik dinasztiát”, amely i. e. 3200-tól 3065-ig állt az ország élén (protodinasztikus kor). A korszak eredménye a hieroglif írás kialakulása is. Nem állapítható meg, hogy ebben az időben a kultúrközpontok mennyiben tekinthetők államnak, vezetőjük már király volt-e, vagy csak törzsfő.

### A kőrézkori királyságok
A kőrézkori királyságokban a földművelés már elsődleges élelemtermelő tevékenység. Egyiptom ekkortól kezdve nemcsak hogy önellátó, de fő kereskedelmi célpont is, mert mindig volt terményfelesleg, melyet cserélhettek. Ebből származott a kor gazdagsága, mely az adott idő szintjén példátlan mértékű. E gazdagság tette azután lehetővé, hogy az uralkodók kiterjedt hadjáratokat vezessenek szerte a Nílus-völgyben, Líbyában és messze Jam országáig, mely a negyedik zuhatagtól délre fekszik, és nem a hadjáratok következménye volt Egyiptom jóléte. (Igaz, e hadjáratok nem tényszerűek, csak hipotetikusak, de Dzser király embereinek núbiai jelenléte bizonyított, s semmi okunk feltételezni, hogy ő lett volna az első.)
Az I-II. dinasztia kora a külső hadjáratok mellett a folyamatos belső konfliktusok ideje is, amikor a két ország szinte állandóan hadilábon állt egymással. Az első dinasztia egyik első uralkodója - minden bizonnyal Narmer, vagy talán már II. Skorpió - meghódította ugyan Alsó-Egyiptomot, de az északi ország ezután mintegy kétszáz esztendőn át szakadatlanul próbálkozott függetlensége visszaszerzésével, ami néha sikerült is. Több északi uralkodó neve ismert, akik a thiniszi első dinasztia ideje alatt trónoltak, s néhányat a második dinasztia idejéből is. Az utolsó, de elemi erejű felkelés a második dinasztia végén, Haszehem (vagy Khaszekhem) alatt tört ki, aki leverte a lázadást, s tízezerszámra gyilkoltatta le az északiakat. Haszehem két szobortalapzata ismert, melyen konkrétan is megnevezi a bosszú áldozatainak számát: az egyiken 48 205, a másikon 47 209 emberről találunk híradást. A tragikus végzetű felkelés után Alsó-Egyiptom immár végleg elvesztette önállóságát, beolvadt az egyiptomi Birodalomba, melyet a későbbiek folyamán a nemrégiben alapított északi Ineb-Hedzs városból kormányoztak. Feltehető, hogy Haszehem e győzelem után vette fel új Hór-névként a Két Hatalom felkelése jelentésű Haszehemui (vagy Khaszekhemvej) nevet.
Az I–II. dinasztia kora - bár Manethón révén a dinasztikus korba tartozik - valójában még semmiben sem tér el a korábbi időszak viszonyaitól. Az igazi változás az óbirodalom első uralkodójával, Dzsószerrel kezdődik.